# مسافة النقل
مسافة النقل - من المسافة لغة للبعد بين محطة وأخرى - هي الجزء الواحد من الأجزاء الكثيرة التي تنقسم إليها الطريق من موجه إلى آخر. فإشارة المرسل تنقل إلى المرسل إليه سلكيا أو غيره. والإشارة عبارة عن جملة من المعطيات أو ما شابه والمرسل موجه الإشارات ونحو ذلك.